# 石城謙吉
石城 謙吉（いしがき けんきち、1934年6月16日 - ）は、日本の動物生態学者、北海道大学名誉教授。

## 略歴
長野県諏訪市生まれ。長野県諏訪清陵高等学校を経て、1961年北海道大学農学部卒業。1969年同大学院博士課程修了、「北海道産イワナ属魚類の形態並びに生態に関する研究」で農学博士。1970年北海道大学農学部苫小牧演習林助手、1972年助教授を経て、農学部教授、1999年定年退官、名誉教授となる。

## 著書
- 『たぬきの冬』朝日新聞社 1981
- 『ウトナイの鳥』嶋田忠写真 平凡社 1983
- 『イワナの謎を追う』1984 岩波新書
- 『森に生きる』嶋田忠 写真 朝日新聞社 1992
- 『森はよみがえる 都市林創造の試み』1994 講談社現代新書
- 『森林と人間 ある都市近郊林の物語』2008 (岩波新書)

### 共編著
- 『北海道・自然のなりたち』福田正己共編著 北海道大学図書刊行会 1994

## 論文
- <石城謙吉